# كاري ديفيس
كاري ديفيس (بالإنجليزية: Carey Davis)‏ هو لاعب كرة قدم أمريكية أمريكي، ولد في 27 مارس 1981 في سانت لويس في الولايات المتحدة.

## وصلات خارجية
- كاري ديفيس على موقع مرجع كرة القدم المحترفة.كوم (الإنجليزية)